# Campeonatos distritais de segundo nível
Os campeonatos distritais de segundo nível são o sexto escalão do futebol português do sistema de ligas de futebol de Portugal. Neste escalão existem 15 campeonatos de diferentes associações distritais/regionais, cada um constituído por um número diferente de equipas num total de 344 equipas.
As equipas que são promovidas deste escalão disputam na temporada seguinte os campeonatos distritais de primeiro nível e as que são despromovidas vão disputar os campeonatos distritais de terceiro nível.
| Nível | Campeonatos distritais de segundo nível                            | Campeonatos distritais de segundo nível               | Campeonatos distritais de segundo nível           | Campeonatos distritais de segundo nível               | Campeonatos distritais de segundo nível                      |
| 6     | 2ª Divisão da AF Algarve 19 clubes (Séries Barlavento e Sotavento) | 1ª Divisão da AF Aveiro 28 clubes (Zonas Norte e Sul) | 2ª Divisão da AF Beja 34 clubes (Séries A. B e C) | Divisão de Honra da AF Braga 32 clubes (Séries A e B) | Divisão de Honra da AF Coimbra 14 clubes                     |
| 6     | Liga AFE (AF Évora) 22 clubes (Séries A e B)                       | 2ª Divisão da AF Guarda 8 clubes                      | 1ª Divisão da AF Leiria 23 clubes (Séries A e B)  | 2ª Divisão da AF Lisboa 32 clubes (Séries 1 e 2)      | 1ª Divisão da AF Madeira 13 clubes                           |
| 6     | Divisão de Elite da AF Porto 32 clubes (Séries 1 e 2)              | 2ª Divisão da AF Santarém 25 clubes (Séries A e B)    | 2ª Divisão da AF Setúbal 16 clubes                | 2ª Divisão da AF Viana do Castelo 18 clubes           | 1ª Divisão da AF Viseu 28 clubes (Zonas Norte, Centro e Sul) |